# Давид Јирка
Давид Јирка (чеш. David Jirka; Јиндрихув Храдец, 4. јануар 1982) био је чешки веслач.
Јирка је као члан посаде четверац скула на Олимпијским играма 2004. у Атини и Светском првенству 2003. у Милану освајао друга места и сребрне медаље.
Посаду четверац скула на Олимпијским играма 2004. осим њега чинили су Давид Коприва, Јакуб Ханак и Томаш Карас.
Учествовао је и на следећим Олимпијским играма у Пекингу, али измњена посада није успела поновити ранији успех. Били су десети.
У својој каријери од 1999 до данас учествовао је на 6 Светских првенстава у веслању у разним дисциплинама од дубл скула, четверца без кормилара, четверац скула. Поред сребрне медаље 2003. у Милану био је и четврти у Гифу 2005. На четири Европска првенства освојио је бронзу у дублу скулу 2010. у Португалији.
Давид Јирка је био члан веслачког клуба Дукла из Прага. Висок је 1,90 метра а тежак 90 килограма.